# Corazón loco (película de 2020)
Corazón loco es una película argentina de 2020 dirigida por Marcos Carnevale y coescrita por Carnevale y Adrián Suar. Está protagonizada por Adrián Suar, Soledad Villamil y Gabriela Toscano. El reparto se completa con Darío Barassi, Alan Sabbagh, Magela Zanotta y la primera actriz Betiana Blum. Se estrenó el 9 de septiembre de 2020 por Netflix, luego de ser pospuesto su estreno en cines debido a la Pandemia COVID-19.

## Sinopsis
Un bígamo con una familia en Buenos Aires y la otra en Mar del Plata, ve su vida dada vuelta cuando sus esposas descubren lo que les ocultó durante tantos años.

## Elenco
- Adrián Suar como Fernando Ferro
- Soledad Villamil como Vera Selligman
- Gabriela Toscano como Paula
- Darío Barassi
- Alan Sabbagh
- Magela Zanotta
- Betiana Blum